# هروک ایس
هروک ایس (به انگلیسی: Heroic ace) یک کشتی است که طول آن ۱۹۸ متر (۶۵۰ فوت) می‌باشد.